# 尤寧鎮區 (密蘇里州沙利文縣)
尤寧鎮區（英語：Union Township）是位於美國密蘇里州沙利文縣的一個行政鎮區。

## 地方資料
尤寧鎮區的面積為135.04平方千米，當中陸地面積為134.59平方千米，而水域面積為0.45平方千米。根據2020年美國人口普查的數據，當地共有人口144人，而人口密度為每平方千米1.07人。